# باربارا برودکست
باربارا برودکست (انگلیسی: Barbara Broadcast) فیلمی در سبک اروتیک بزرگسالان است که در سال ۱۹۷۷ منتشر شد. این فیلم توسط ردلی متزگر (با نام «هنری پاریس») کارگردانی شد.